# ジュヴァニ・スカリチオフォーロ
ジュヴァニ・スカリチオフォーロ（イタリア語: Jeff Cameron、1932年 - 1985年）とは、スタントマンから俳優になったイタリアの男優で、ジェフ・キャメロンの変名を名乗る。

## 人物
『新・夕陽のガンマン/復讐の旅』では酒場の用心棒役で登場する。マカロニウエスタンでは『荒野の金貨』(1967/未公開)などの助演から低予算作の主役にも上りつめた。その多くは日本では未公開だが、マイルズ・ディームの変名で知られるディモフィロ・フィダーニ監督の諸作で主役のガンマンを颯爽と演じた。他には戦争物などの娯楽作にも出たが、その多くが未公開である。